# Casino Militar de Melilla
El Casino Militar es un edificio de la ciudad española de Melilla. Está situado en el Ensanche Modernista, en la plaza de España, entre el Banco de España y el Palacio de la Asamblea. Forma parte del Conjunto Histórico Artístico de la Ciudad de Melilla, un Bien de Interés Cultural.

## Historia
Su solar fue concedido en 1913, en 1919 el ingeniero Romón Abenia realizó varios proyectos. Su primera piedra fue colocada en la Nochebuena de 1920 por el general Silvestre, iniciado por Emilio Alzugaray, fue continuada por José Pinto de la Rosa, y en 1924 Jorge Palanca y Martínez Fortún proyecta terminar la planta baja y añadir otra, convirtiéndolo en un maravilloso edificio estilo II Imperio. Jesús López de Lara y Mayor la continuó en 1925, fecha en la que el general José Sanjurjo inauguró su planta baja, trabajando Jorge Mayor, Luis Sicre (proyectos de 1930-1931) y Enrique Nieto, que realizó su hall, proyecto de 1932 y lo terminó de construir en 1934. El 25 de enero de 2016 fue afectado por el terremoto del mar de Alborán de 2016, produciéndose daños en su frontón y en su cornisa trasera, que conllevó la demolición del peto, siendo restaurado ese mismo año.

## Descripción

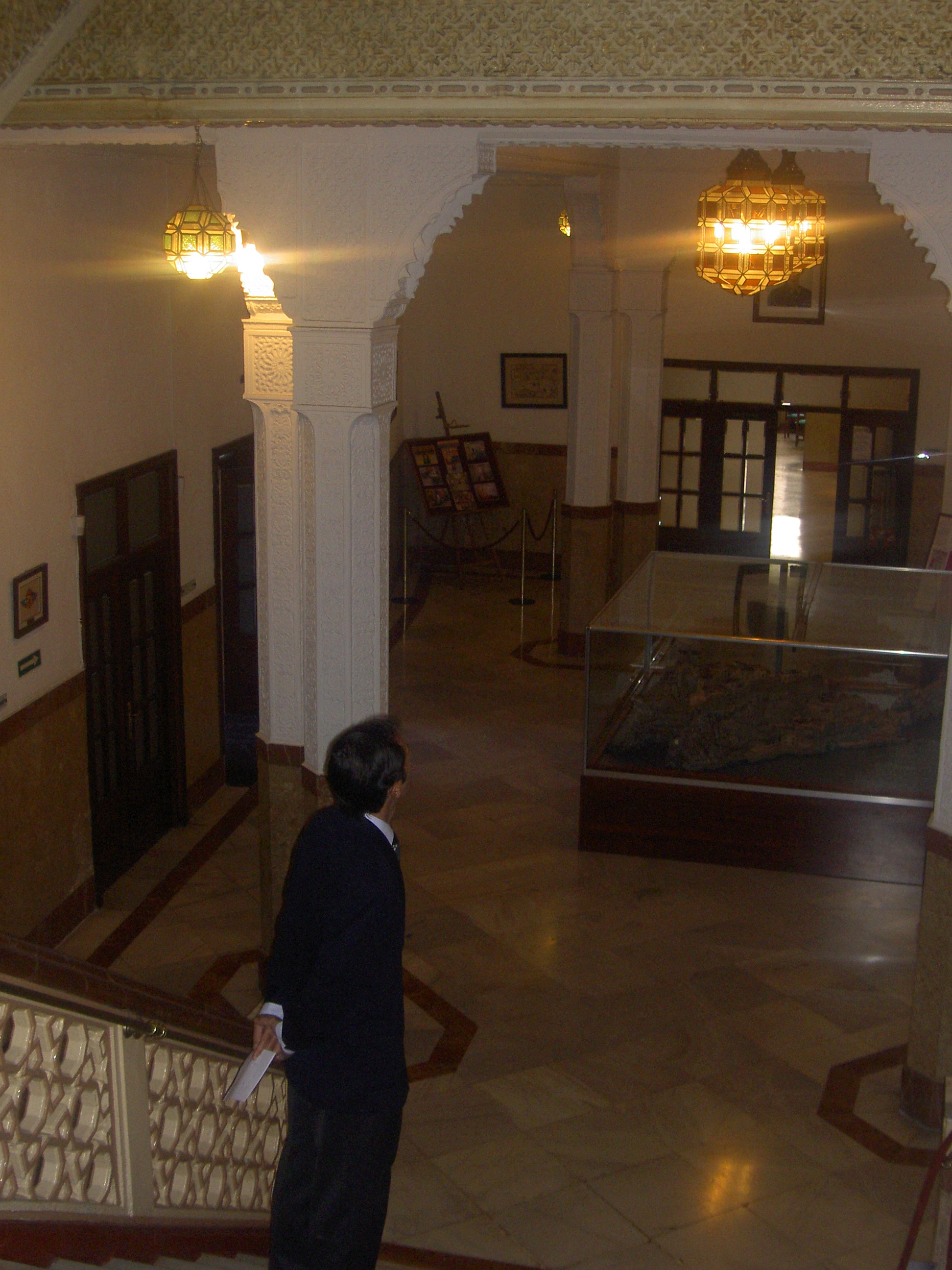
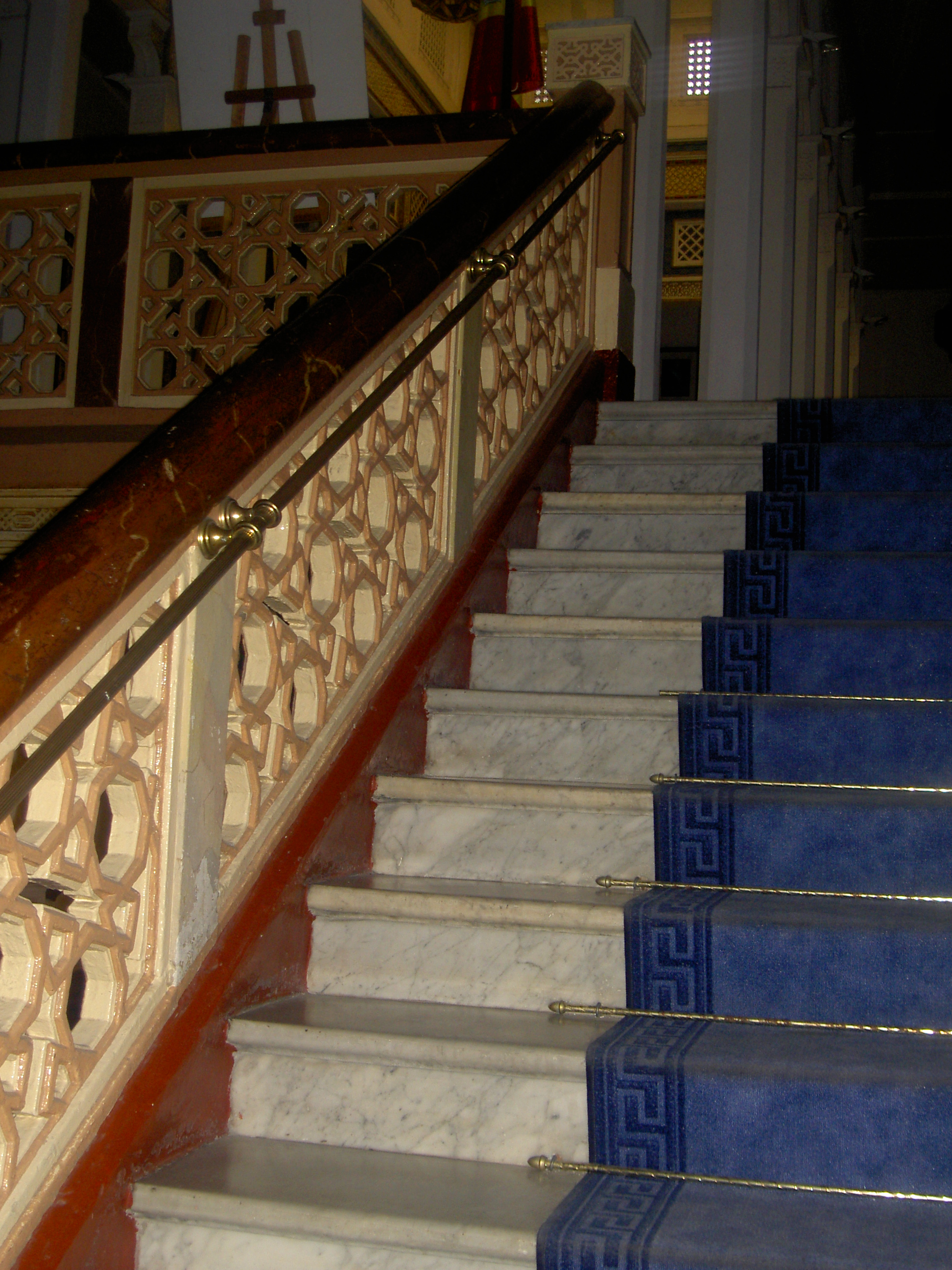
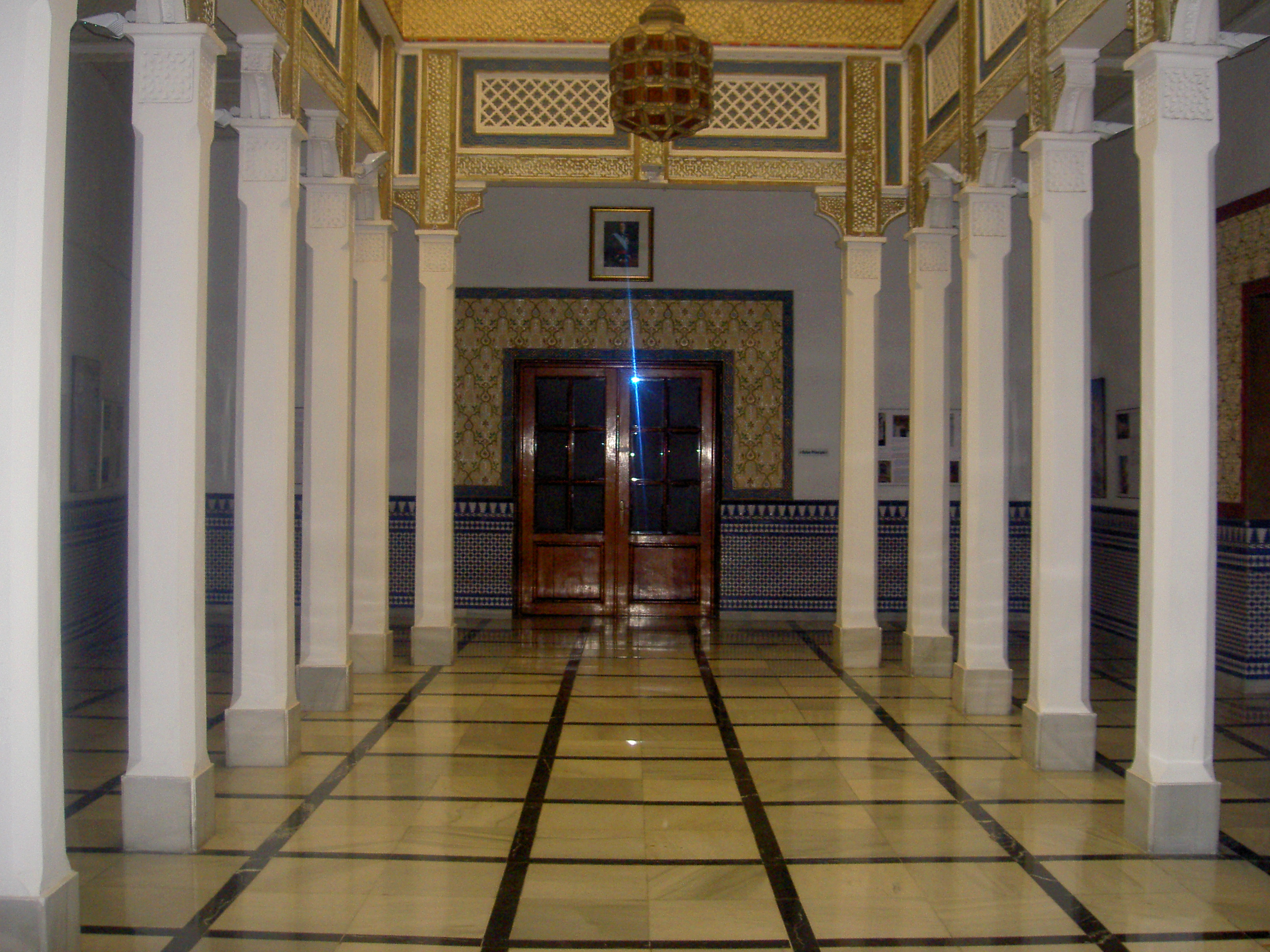
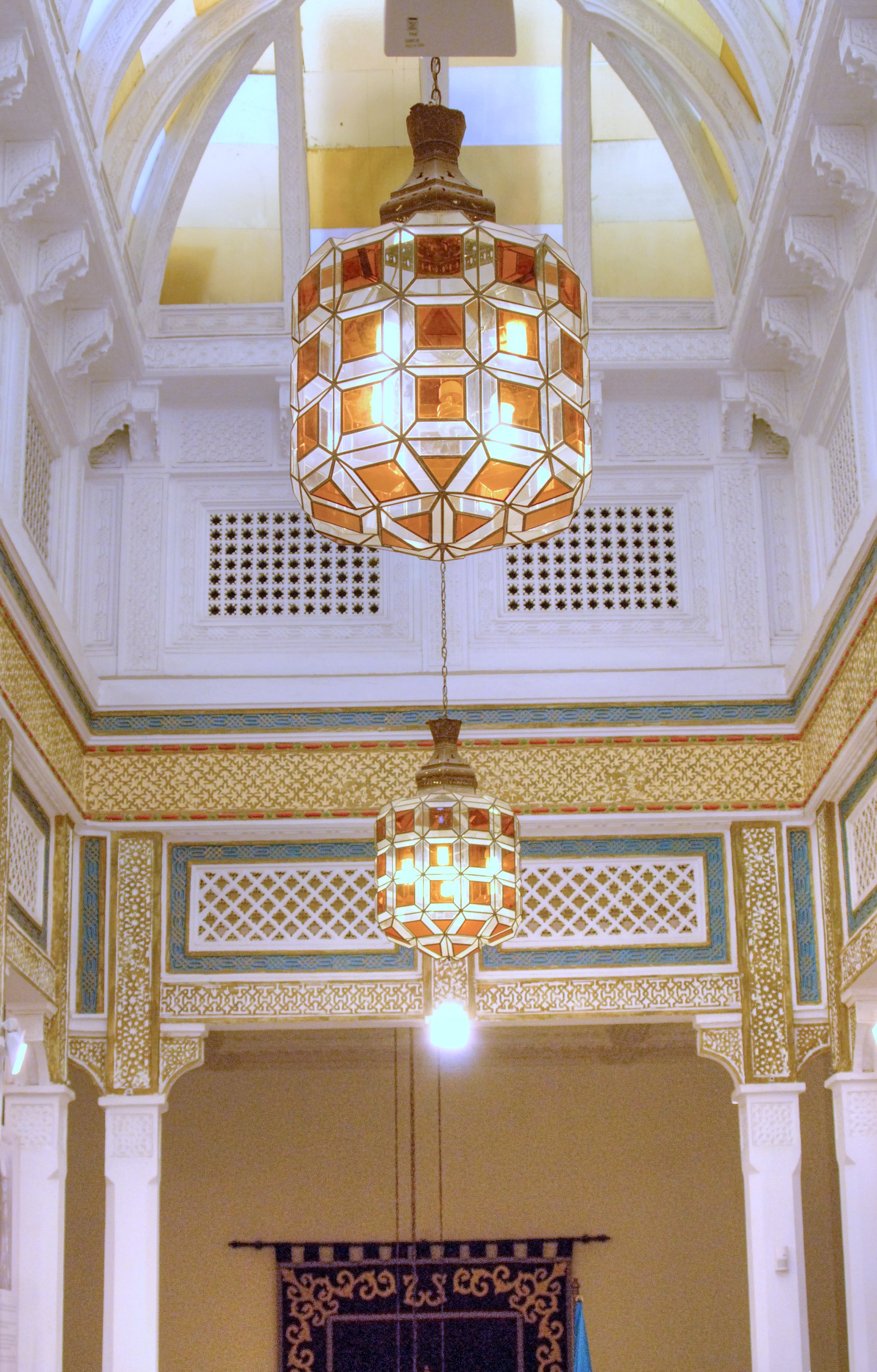
Vestíbulo alto
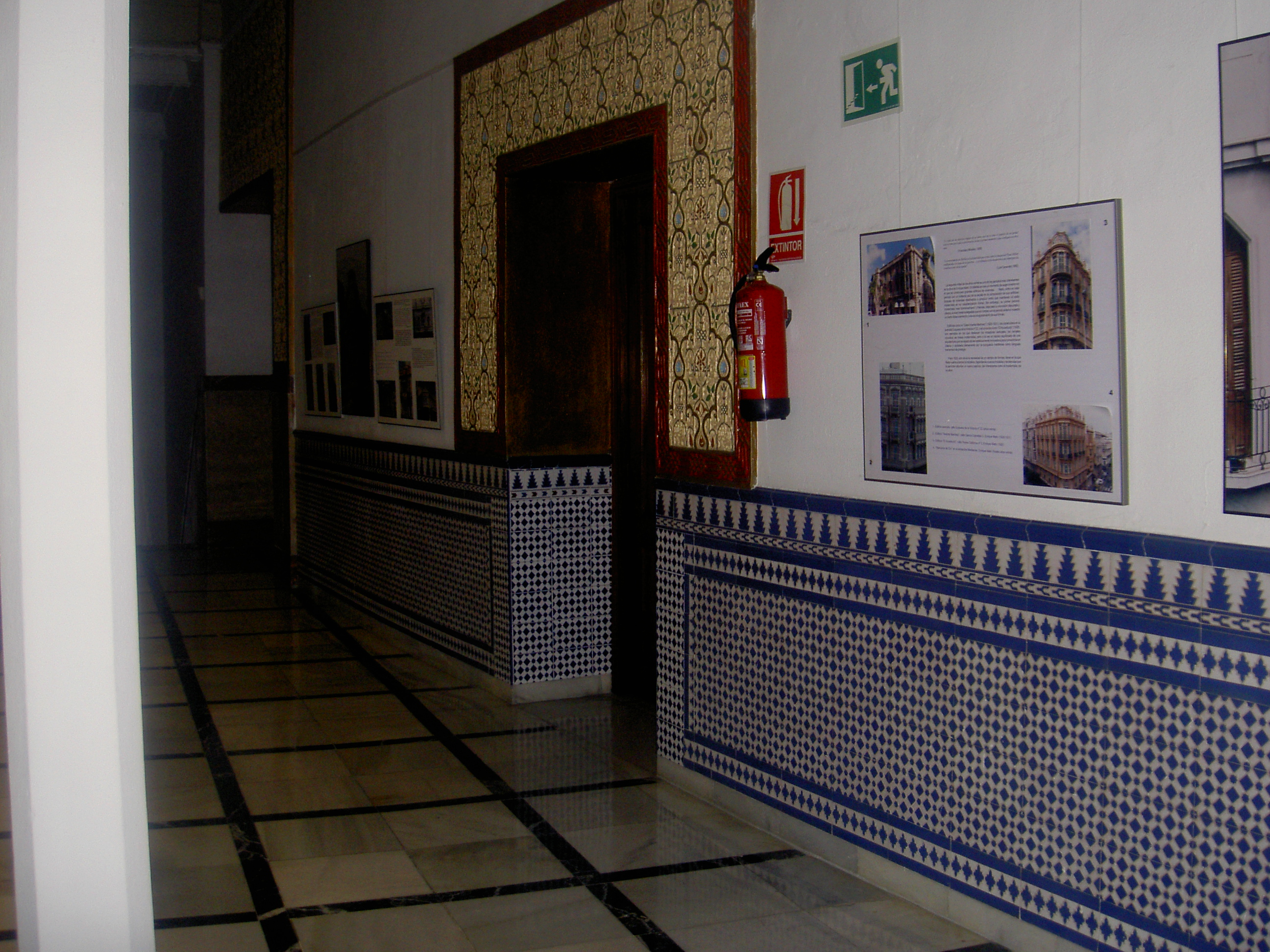

Es un edificio de planta cuadrada, de dos plantas, de fachadas clasicistas organizado a partir de un hall inferior y superior de estilo neoárabe de planta baja y dos plantas, más los cuartillos de la azotea, construido con paredes de mampostería de piedra local y ladrillo macizo, con vigas de hierro y bovedillas del mismo ladrillo. En el que destaca su fachada principal, con molduras sobre los dinteles, circulares en la planta baja y principal, y triangulares en la primera, con un eje central vertical compuesto por la puerta de entrada flanqueado por dos columnas dóricas a cada lado, que dan paso a un balcón con balaustrada flanqueado por pilastras que dan paso a otro balcón con idéntica disposición que culmina en un frontón triangular, en el que se encuentra un escudo de la República Española.